# Phonotimpus separatus
Espèce
Phonotimpus separatus est une espèce d'araignées aranéomorphes de la famille des Phrurolithidae.

## Distribution
Cette espèce est endémique de l'État de San Luis Potosí au Mexique,. Elle se rencontre vers Tamazunchale et Matlapa.

## Description
La femelle holotype mesure 1,55 mm.
La femelle décrite par Chamé-Vázquez, Ibarra-Núñez et Jiménez en 2018 mesure 1,64 mm.
Le mâle décrit par Platnick, Chamé-Vázquez et Ibarra-Núñez en 2022 mesure 1,22 mm.

## Systématique et taxinomie
Cette espèce a été décrite par Gertsch et Davis en 1940.

## Publication originale
- Gertsch & Davis, 1940 : « Report on a collection of spiders from Mexico. III. » American Museum novitates, no 1069, p. 1-22 (texte intégral).